# Karl von Enhuber
Karl von Enhuber, né le 16 décembre 1811 à Hof, dans le Voigtland et mort le 6 juillet 1867 à Munich, est un peintre allemand de genre.

## Biographie
Karl von Enhuber est né le 16 décembre 1811 à Hof.
Il est le fils d'un officier civil qui, à l'âge de dix-huit mois,  déménagé à Nördlingen. Après des études à l'Académie de Munich, il est d'abord un peintre animalier. Il travaille ensuite sur des représentations de la Guerre de Trente Ans et ce n'est que par l'étude des œuvres de Metsu et de Terborch qu'il découvre son vrai talent.
Il devient membre honoraire de l'Académie de Munich en 1858.
Karl von Enhuber meurt le 6 juillet 1867 à Munich.

## Œuvres

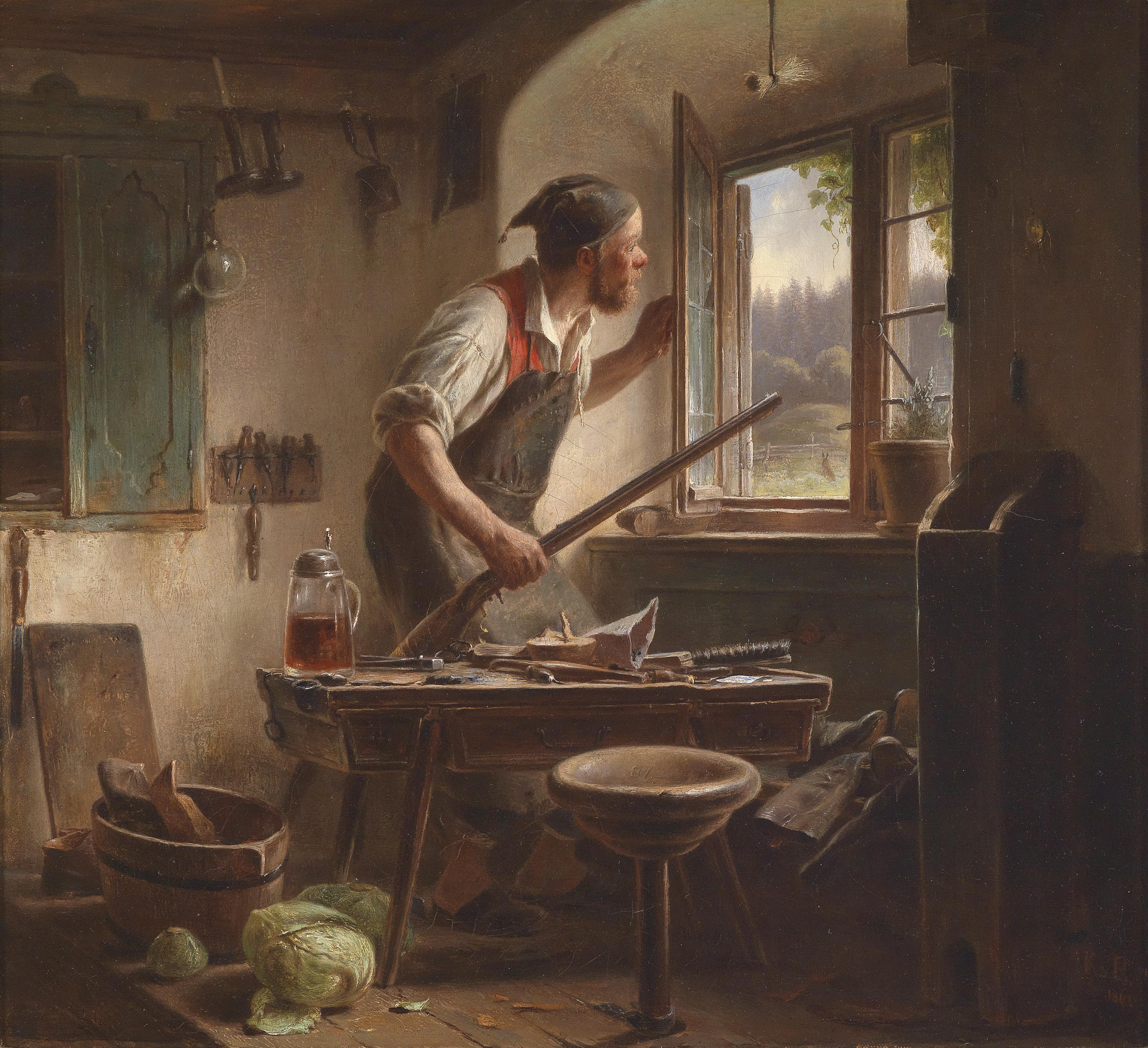
Le cordonnier vigilant, 1861.

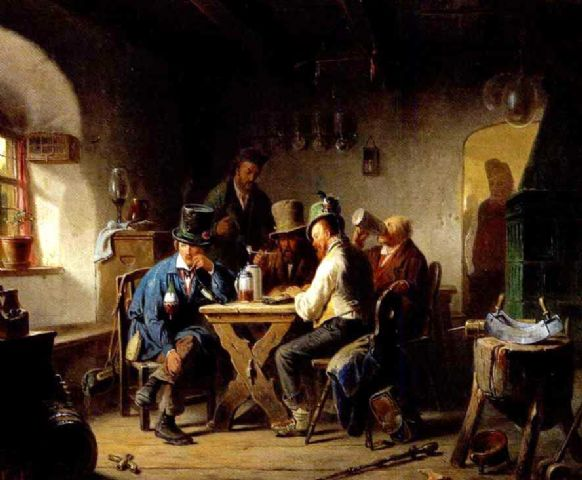
Le mal du pays, 1863.

Il excelle dans la caractérisation de la vie familiale de la classe moyenne, avec ses plaisirs et ses problèmes, et possède un sens de l'humour naturel, qui est le fondement de sa délicate délimitation du caractère. Parmi ses œuvres, il faut mentionner :
- Retour du garde de Munich, Alte Nationalgalerie, 1844.
- Journée des sessions en Bavière, Musée régional de la Hesse.
- Un grand-père regardant son petit-fils en train de jouer avec des soldats en jouet et Un Sculpteur dans son Atelier, Neue Pinakothek.